# Hemerobius chilensis
Hemerobius chilensis is een insect uit de familie van de bruine gaasvliegen (Hemerobiidae), die tot de orde netvleugeligen (Neuroptera) behoort. 
Hemerobius chilensis is voor het eerst wetenschappelijk beschreven door Nakahara in 1965.